# Georgi Witaljewitsch Semjonow

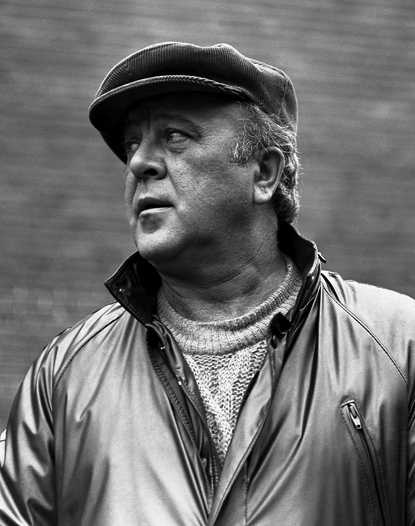
Georgi Semjonow, 1985

Georgi Witaljewitsch Semjonow (russisch Георгий Витальевич Семёнов, wissenschaftliche Transliteration Georgij Vital'evič Semënov; * 12. Januar 1931 in Moskau; † 30. April 1992 ebenda) war ein russisch-sowjetischer Schriftsteller.

## Leben
Semjonow wurde 1931 in Moskau geboren, wo er auch aufwuchs. 1949 erlangte er an der Stroganow-Universität für Kunst und Industrie seinen Abschluss und arbeitete danach unter anderem als Bildhauer. Bereits 1954 veröffentlichte er in der Zeitschrift Mursilka die Geschichte „Wie eine Libelle Romka etwas beibrachte“ (Kak strekosa Romku utschila). 1960 schloss er am Maxim-Gorki-Literaturinstitut seinen zweiten Bildungsgang ab. 1961 veröffentlichte er in der Zeitschrift Snamja die Erzählung „An der Wolga“ (Na Wolge). 1962 trat er dem Schriftstellerverband der UdSSR bei. Fast 30 Jahre lang veröffentlichte er regelmäßig Romane und Erzählungen. 1981 wurde er mit dem Literaturpreis der Russischen Sozialistischen Föderativen Sowjetrepublik „Maxim Gorki“ ausgezeichnet. Er starb 1992, kurz nach dem Zusammenbruch der Sowjetunion, mit 61 Jahren in Moskau und wurde auf dem Friedhof Trojekurowo begraben.
Sein bekanntestes Werk ist das 1972 erschienene Jugendbuch Ohne Herbst in den Winter (K sime, minuja ossen), das von der Kindheit des Protagonisten Kescha (Innokenti) während des Zweiten Weltkriegs erzählt. Es erschien 1973 in einer deutschen Übersetzung von Werner Creutziger. Ebenfalls erschienen deutsche Übersetzungen seiner Erzählungen in den beiden Bänden Der klingende Mond (1971) und Der Star der Englischschule (1984).

## Deutsche Übersetzungen
- Der klingende Mond. Erzählungen. Aus dem Russischen übersetzt von Werner Creutziger. Ausgewählt und mit einer Nachbemerkung versehen von Herbert Krempien. Aufbau-Verlag, Berlin 1971.
- Ohne Herbst in den Winter. Aus dem Russischen übersetzt von Werner Creutziger. Aufbau-Verlag, Berlin 1973.
- Der Star der Englischschule. Erzählungen. Aus dem Russischen übersetzt von Hilde Angarowa und Ellinor Düsterhöft. Ausgewählt von Herbert Krempien. Aufbau-Verlag, Berlin 1984.

## Deutschsprachige Hörspielbearbeitung
- 1977: Ohne Herbst in den Winter – Bearbeitung (Wort): Gisela Pankratz; Regie: Christa Kowalski (Rundfunk der DDR)[2]